# Caryophyllia berteriana
Espèce
Statut CITES
Caryophyllia berteriana est une espèce de coraux appartenant à la famille des Caryophylliidae.